# Redneck Wonderland
Redneck Wonderland – dziesiąty album studyjny australijskiej grupy rockowej Midnight Oil. Album został wydany w 1998 roku.

## Lista utworów
1. "Redneck Wonderland" (3:08)
2. "Concrete" (4:12)
3. "Cemetery in My Mind" (3:57)
4. "Comfortable Place on the Couch" (4:08)
5. "Safety Chain Blues" (4:21)
6. "Return to Sender" (3:31)
7. "Blot" (3:24)
8. "The Great Gibber Plain" (4:38)
9. "Seeing Is Believing" (4:28)
10. "White Skin Black Heart" (4:01)
11. "What Goes On" (3:00)
12. "Drop in the Ocean" (4:13)

## Twórcy albumu
- Peter Garrett: wokal
- Rob Hirst: perkusja, dalszy wokal
- Jim Moginie: Gitara, Keyboard
- Bones Hillman: Bas, dalszy wokal
- Martin Rotsey: Gitara